# Aarne Ehojoki

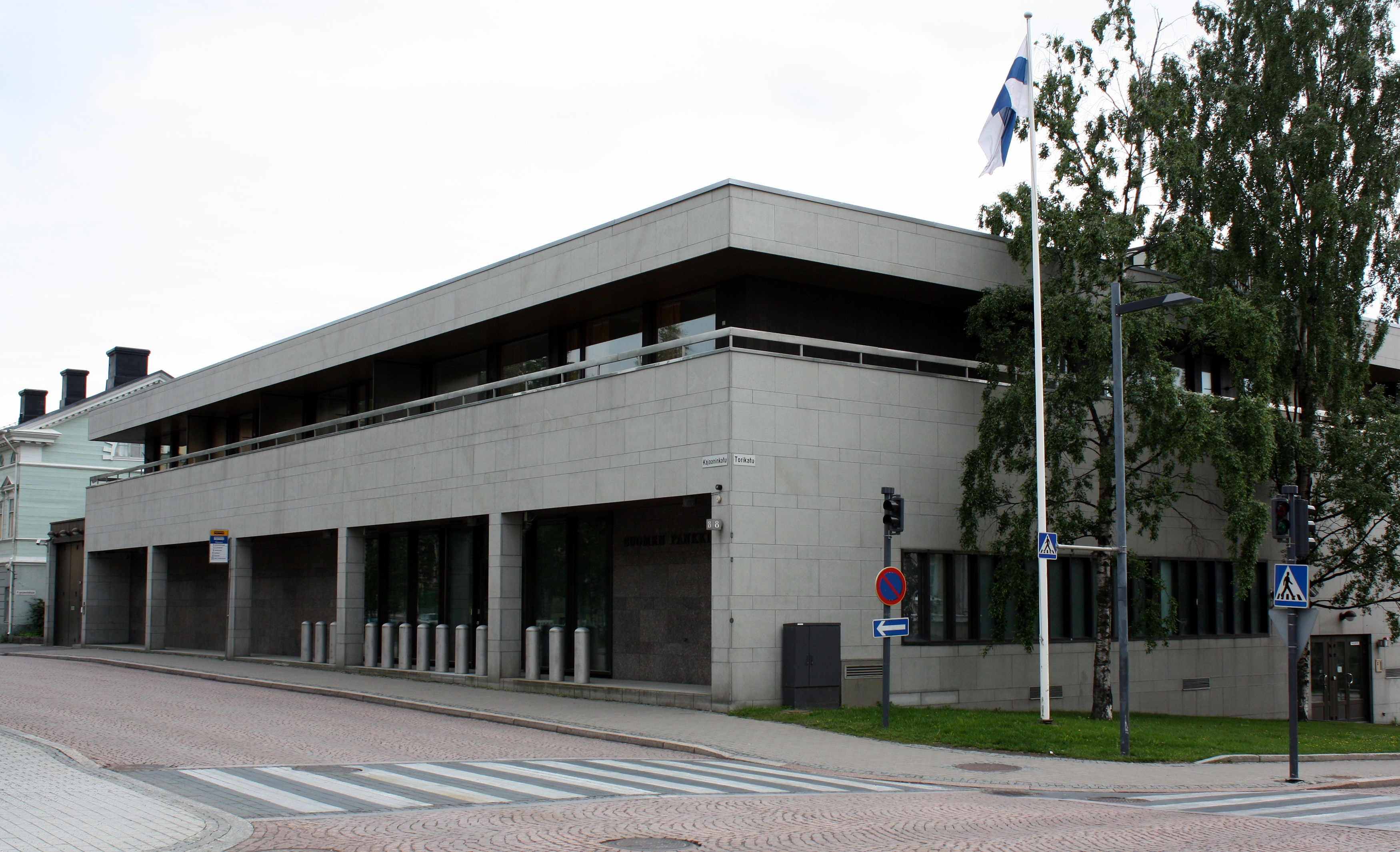
Bureau de la Suomen Pankki à Oulu.

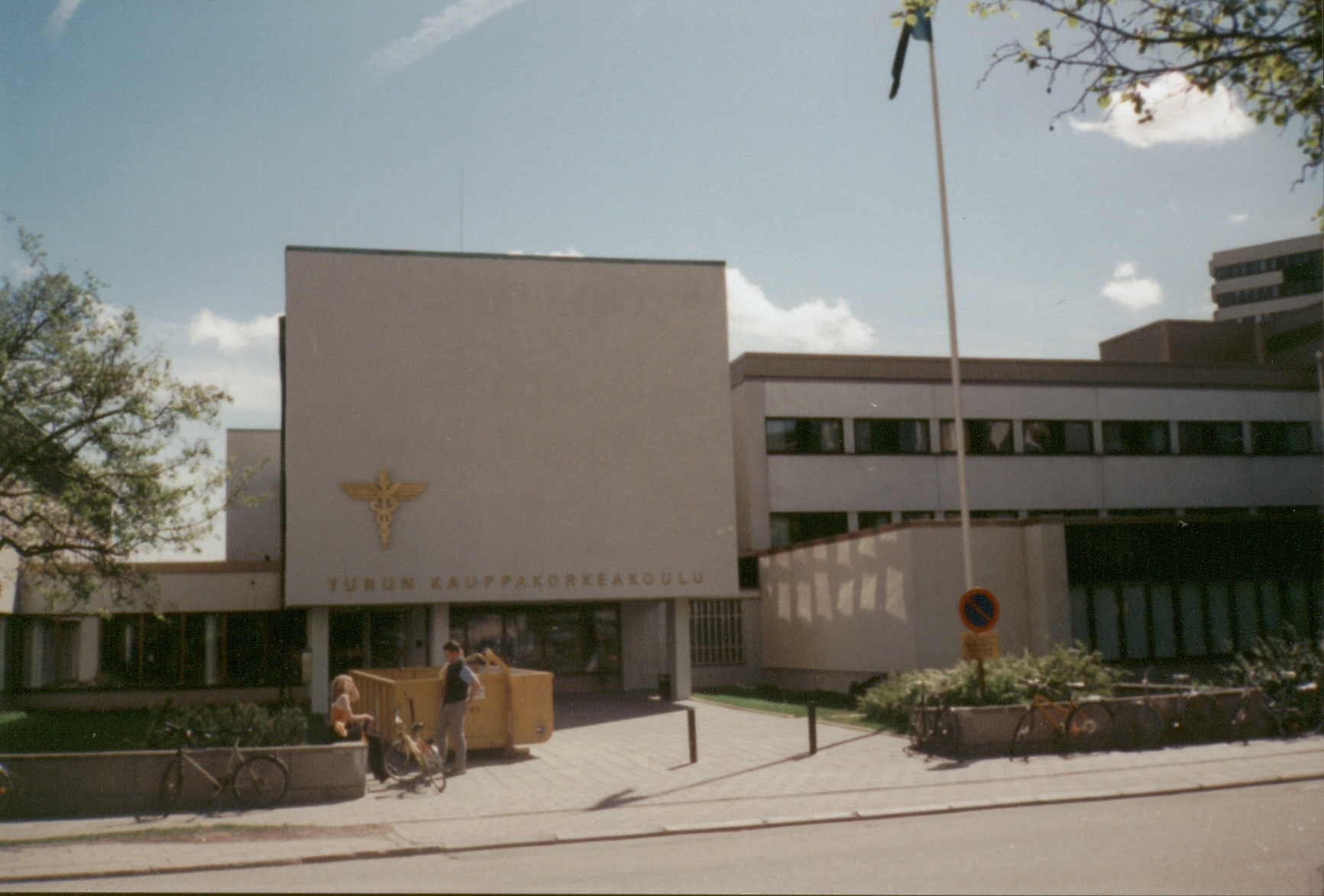
École de commerce de Turku

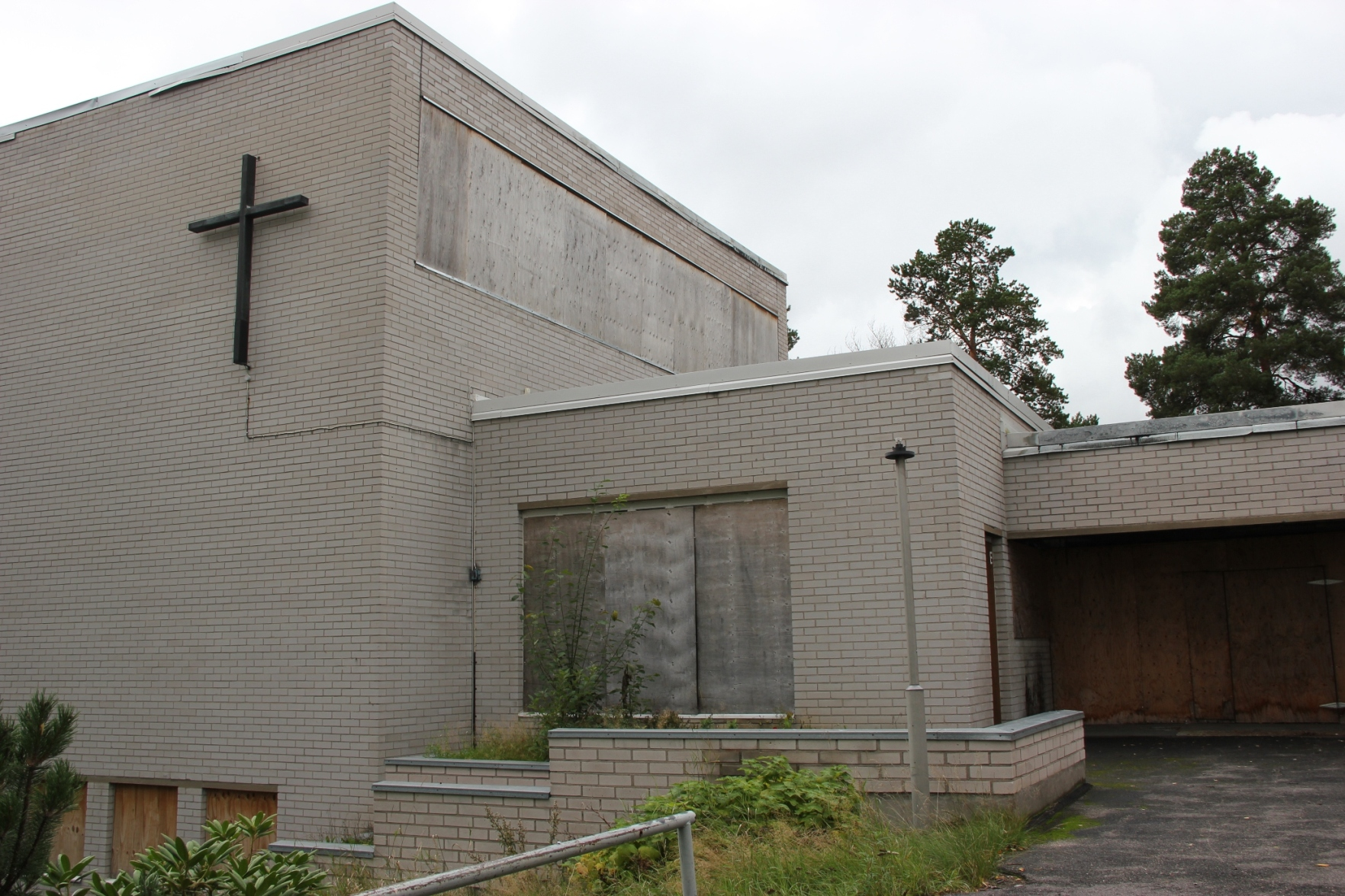
Ancienne église de Kaivoksela.

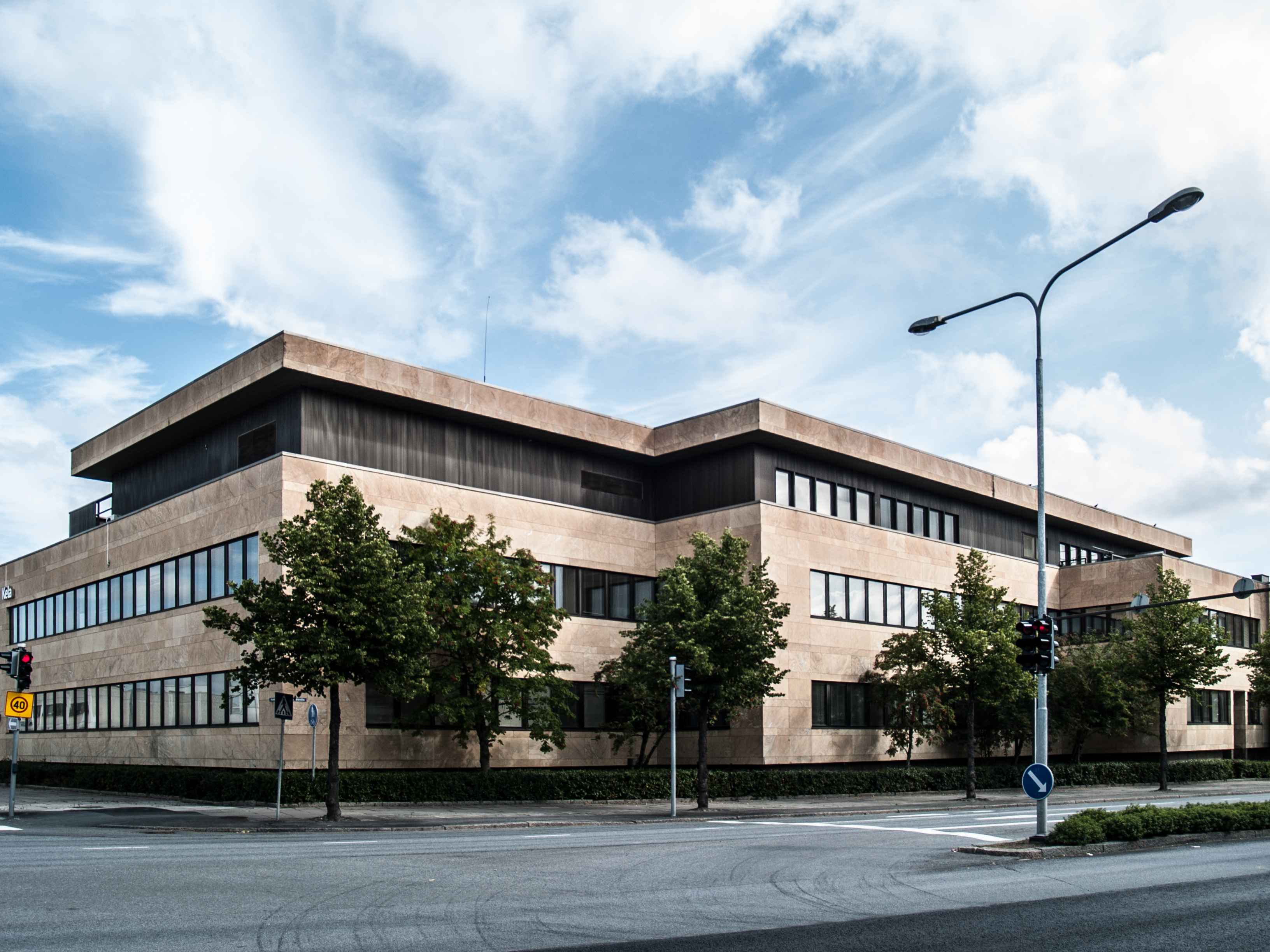
Bureaux de Kela à Seinäjoki.

Huugo Aarne Eliel Ehojoki (né le 25 juin 1913 à Haapavesi – mort le 30 juillet 1998 à Iniö) est un architecte finlandais.

## Biographie
Pendant ses études à l'école supérieure technique de Finlande il travaille au cabinet d'Aarne Ervi, il est diplômé en 1947.
De 1947 à 1954, il est assistant au département de la construction de la ville de Turku. En 1945, il fonde le cabinet d'architecte Ehojoki-Kahra avec Veijo Kahra. En 1956, il fonde son propre cabinet d’architecte.
En 1978, il reçoit le titre de professeur.

## Ouvrages principaux
- Zone résidentielle Tapiolan Länsiranta, Espoo[3]
- Bâtiments de la Suomen Pankki, Oulu, Mikkeli, Rovaniemi
- Bureaux de Kela à Turku, Seinäjoki, Kuopio et Oulu
- École de commerce de Turku
- École de Luostarivuori, Turku
- Bâtiments Fennicum et Humaniora II de l'université de Turku
- Zone résidentielle de Kaivoksela, Vantaa
- Ancienne église de Kaivoksela, Vantaa
- Centre commercial de Kaivoksela, Vantaa
- Zone résidentielle de Laukkavuori, Turku[2]